# 帕西人
帕西人（古吉拉特语：પારસી），廣州、澳門和香港地區譯作“巴斯”，其他地區則译作“帕西”或“帕栖”，是主要立足于印度次大陆的一个信仰琐罗亚斯德教的民族。所有僑居印度以外地區的帕西人都来自印度或巴基斯坦。帕西人的祖先是1,000年前从波斯移居印度次大陆的琐罗亚斯德教教徒。
在8-10世紀間，一部分堅持信仰瑣羅亞斯德教的波斯人，不願改信伊斯蘭教而移居印度西海岸古吉拉特邦一帶。這些波斯移民在印度被稱為“帕西人”（Parsi），至今共有10萬人左右，仍信瑣羅亞斯德教，主要從事工商業，使用古吉拉特語。
在印度歷史上最早見到的“帕西”（Parsi）一詞，按《大英百科全書》的解釋是：“‘帕西’（Parsi）一詞，其意為波斯人（Persians），乃移居印度的波斯瑣羅亞斯德教徒之後裔。”可見，自中世紀起，在印度出現的“帕西”（Parsi）一詞，是“波斯人”之意。後來，隨著伊斯蘭教在南亞次大陸的廣泛傳播，在印度民間流行的語言中，“帕西”一詞的詞義逐漸擴大了範圍。
虽然帕西人最初是来自波斯，但大部分印度帕西人都已失去与波斯的社会或家族联系，与波斯已经没有共通的语言。在自从第一批祆教徒到达印度后的数百年间，帕西人已经将自己融入印度社会，但同时保持自己独特的风俗和传统。因此帕西人具有特殊的身份 - 他们在国籍、语言和历史方面是印度人，但在血缘、文化、行为和宗教习惯方面不是印度人（只占印度总人口的0.006%），而是波斯人，也應該說是伊朗人。

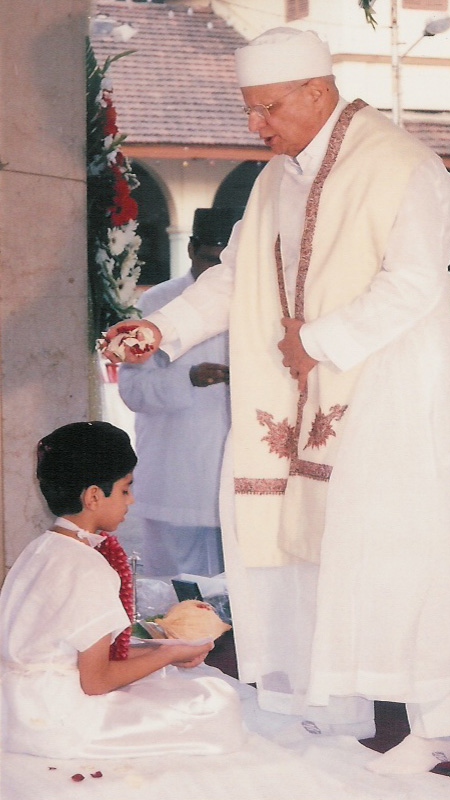
加入琐罗亚斯德教的仪式 Navjote

## 人口统计
2001年印度人口普查资料显示在印度有69,601名帕西人，集中在孟买市内和周围。大约有5,000名帕西人住在次大陆其他地方，估计有2500名帕西人住在卡拉奇市，在斯里兰卡有大约50个帕西人家庭。全世界帕西人的数量估计不足10万人。
在英国，帕西人的数量也很可观，唯一正式的琐罗亚斯德教庙宇坐落在伦敦哈罗的Rayners Lane。 
印度的人口普查资料显示帕西人的数量在过去数十年中稳步下降。人口峰值出现在1940–41年，共有114,890人，其中包括今天印度、巴基斯坦和孟加拉国的英国海外领土人口。

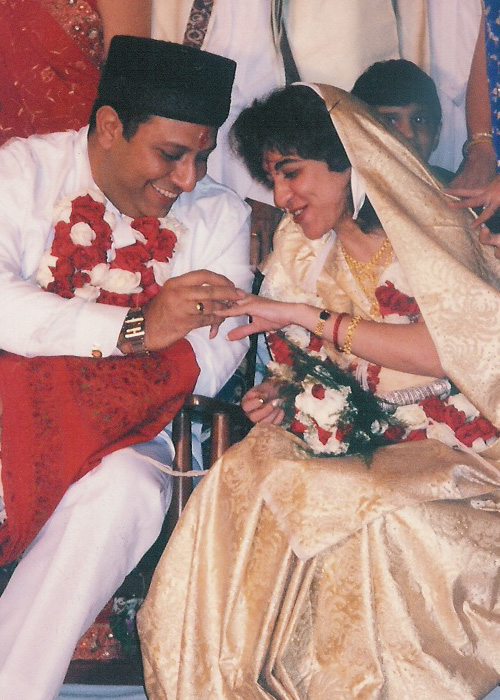
帕西人婚礼，交换戒指

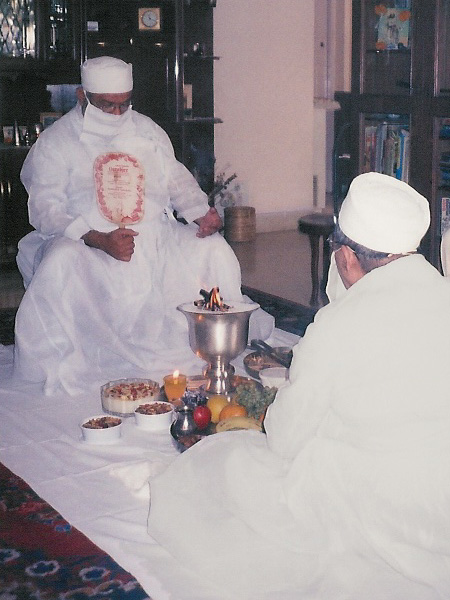
帕西人的 Jashan 仪式

### 涉及死者的问题
传统上，至少在孟买和卡拉奇，死去的帕西人被送到寂静之塔，在那里尸体很快被秃鹰吃掉。这样做的原因是他们认为土、火和水都是神圣的，都不能被死者所玷污。因此，土葬和火葬都为帕西文化所禁止。今天的问题是孟买和卡拉奇秃鹰的数量由于都市化和中毒已经急剧减少，结果，没有秃鹰，死者的尸体要很长时间才能分解。2006年11月，由自由派和保守派的帕西人成立了一个委员会，试图找出解决这一问题的办法。

### 在华帕西人
鴉片戰爭以前，已有巴斯人到廣州經商。据东印度公司保存的资料，1809 年广州有24 家外国私人公司运作，其中只有一家是英国公司，其他多数是巴斯商人。时在中国被通称为「白头夷」的巴斯商人，频繁出现在当时中国的官方文件中。已发现的1819年签发的一张"广东银行"银行票，是第一张在中国境内使用的外商银行钞票，据考证该“广东银行”是嘉庆年间的英属印度巴斯人创办经营的外商银行。廣州的長洲島上有巴斯教徒墓地，墓地原已荒廢失修，2002年被列為廣州市文物保護單位，2005年完成修繕。
1850年代创办的在东亚经营的英资丽如银行、有利银行都有大批巴斯人股东。
晚清时期，帕西人在上海开设了多家洋行。咸丰二年（1852年），上海已有洋行41家，其中英商27家，美商5家，法商1家，英属印度帕栖8家。1859年在上海的“英属帕栖”洋行列表：
- 顺章洋行（Pestonjee Framjee Cama ＆ Co.）
- 复源洋行（F.S.＆ N.M.Langrane）
- 祥记洋行（Amroodeen Jofferbhoy）
- 广昌洋行（Cowasjee Pallanjee ＆ Co.）
- 架记洋行（Cassumbhoy Mathabhoy ＆ Co.）
- 广孚洋行（Eduljee Framjee sons ＆ Co.）
- 广兴洋行 （Dhurmsey Poojohoy）
- 咸亨洋行（Khan Mohammed Aladinbhoy）
- 顺泰洋行（Framjee Byramjee Mats ＆ Co.）
- 意掌兰洋行（Hubibbhoy Edrabein Sons ＆ Co.）
- Kessowjee Sewjee ＆ Co.
- 广南洋行（P.＆ D.N.Camajce ＆ Co.）
- 慎生洋行（R. H. Cama ＆ Co.）
- 广顺洋行（Ebralim Soomar）

1851年至1950年，帕西人在上海开设了20家洋行。
帕西人在上海聚居的福州路531弄，称为波斯胡同，隔壁的福州路539号曾建有祆祠（Parsee Prayer Hall），俗称白头礼拜堂，1952年关闭，原建筑已于1995年拆除改建为黄浦区少年宫。

### 港澳巴斯人
- 麼地
- J·H·律敦治
- 羅旭龢

在香港，部分巴斯人以販賣鴉片起家。原來在香港居住的巴斯人在銅鑼灣以「白頭教」之名建立一所神廟，此廟在1990年代改建為善樂施大廈。香港比較著名的巴斯人有香港大學創辦人之一的麼地、律敦治醫院創辦人J·H·律敦治、還有巴斯和華人混血兒立法局議員羅旭龢。香港的其它巴斯人，如富商碧荔，立法局議員鄧律敦治，天星小輪前身九龍渡輪公司的創辦人米泰華拉，還有包括1865年香港上海滙豐銀行、香港總商會的創辦委員，不少巴斯人也是聯交所上市公司董事。此外，香港旭龢道和碧荔道也以巴斯人而命名，香港現時亦有名為祆教墳場的巴斯人墓地。
在澳門仁伯爵綜合醫院下方，有一個白頭墳場，也是祆教教徒的墓地。